# Castelo de Vila Verde dos Francos
O Castelo de Vila Verde dos Francos é uma construção militar medieval de que restam ruínas que se localizava na povoação e na freguesia de Vila Verde dos Francos, Município de Alenquer, região Oeste e distrito de Lisboa, em Portugal.
Jorge Peixoto (1987) considera-o um posto de atalaia entre o triângulo das importantes fortificações de Óbidos, Torres Vedras e Alenquer.
O Castelo de Vila Verde dos Francos está classificado como Imóvel de Interesse Público desde 1953.

## História

### Antecedentes
A primitiva ocupação humana da região remonta à pré-história, conforme os testemunhos arqueológicos que atestam ter sido sucessivamente visitada e ocupada, ao longo dos séculos, por povos Gregos, Fenícios, Cartagineses, Romanos, Godos e Muçulmanos.

### O castelo medieval
No contexto da Reconquista cristã da Península Ibérica, a origem da povoação prende-se a uma doação de seus domínios e outros benefícios, por D. Afonso Henriques (1112-1185), a um grupo de cruzados (genericamente denominados como "francos"), na sequência das conquistas de Lisboa, Sintra, Almada, Palmela e Alenquer, acredita-se que em 1160, de quando data o seu primeiro foral. O beneficiário da Carta de Doação teria sido D. Alardo, um dos capitães que se destacou no Cerco de Lisboa (1147).
A historiografia clássica portuguesa atribui a edificação do castelo ao próprio D. Alardo, informação que carece de comprovação documental, e mesmo de adequada prospecção arqueológica.
Em 11 de Abril de 1396 Inez Leitão e seu marido trocaram umas quintas que possuíam em Cadaval, com Violante Vasques, esposa de Afonso Rodrigues Alardo, pelo senhorio de Vila Verde dos Francos.

### Do século XVIII aos nossos dias
Não há notícias de obras na fortificação entre o final da Idade Média e a Idade Moderna. Uma notícia do século XVIII refere que o castelo já se encontrava bastante arruinado.
Talvez pelo seu adiantado estado de degradação, os seus remanescentes não foram priorizados pela campanha restauradora promovida pelo Estado Novo português. O castelo foi classificado como Imóvel de Interesse Público por Decreto publicado em 18 de Julho de 1957.
Atualmente ainda em ruínas, carecendo de maiores estudos, na década de 1980 foram-lhe promovidos trabalhos de consolidação e limpeza nos muros.

## Características
Pouco se conhece do castelo medieval, que se acredita deva ter tido relativo impacto no cenário da arquitectura militar portuguesa, uma vez que foi concebido e erguido por um estrangeiro. Apresentava planta orgânica, adaptada à conformação do terreno. Os remanescentes da Torre de Menagem, de planta quadrangular, situam-se num dos vértices da muralha, o que parece apontar para uma cronologia mais tardia, do período gótico, uma vez que os castelos românicos possuíam esta estrutura isolada no terreiro, sem contacto com as muralhas. Do mesmo modo, o portão de entrada ao castelo, que se situa lateralmente à torre, sugere essa cronologia gótica, onde a torre desempenhava funções de defesa activa do acesso.